# Leptosphaeria derasa
Leptosphaeria derasa är en svampart som först beskrevs av Berk. & Broome, och fick sitt nu gällande namn av Thüm. 1868. Leptosphaeria derasa ingår i släktet Leptosphaeria och familjen Leptosphaeriaceae.   Inga underarter finns listade i Catalogue of Life.
I den svenska databasen Dyntaxa används istället namnet Nodulosphaeria derasa för samma taxon.  Arten är reproducerande i Sverige.